# (15338) Dufault
(15338) Dufault est un astéroïde de la ceinture principale.

## Description
(15338) Dufault est un astéroïde de la ceinture principale. Il fut découvert le 5 janvier 1994 à Kitt Peak par le projet Spacewatch. Il présente une orbite caractérisée par un demi-grand axe de 2,93 UA, une excentricité de 0,12 et une inclinaison de 2,9° par rapport à l'écliptique.

## Compléments